# شهرستان ابو جوبیه
شهرستان ابو جوبیه (به عربی: محلیة أبو جبیه) یک منطقهٔ مسکونی در سودان است که در کردفان جنوبی واقع شده‌است.